# 6111 Davemckay
6111 Davemckay eller 1979 SP13 är en asteroid i huvudbältet som upptäcktes den 20 september 1979 av den amerikanska astronomen Schelte J. Bus vid Siding Spring-observatoriet. Den är uppkallad efter amerikanen David S. McKay.
Asteroiden har en diameter på ungefär 8 kilometer.